# Carolina Gómez
Carolina Gómez Correa (sinh ra ở Cali, Colombia) là nữ diễn viên người Colombia, người dẫn chương trình và người mẫu, người giữ danh hiệu Hoa hậu Colombia 1993 và đạt giải Á hậu 1 tại Hoa hậu Hoàn vũ 1994.

## Cuộc đời
Cô tham gia Cuộc thi Hoa hậu Hoàn vũ 1994, nơi cô thắng giải Á hậu 1; Carolina Gomez là người Colombia thứ ba giành giải Á hậu 1 liên tiếp trong cuộc thi Hoa hậu Hoàn vũ, sau Paola Turbay năm 1992 và Paula Andrea Betancourt Arroyave vào năm 1993.

## Sự nghiệp
Sau khi đạt giải hoa hậu, Gómez đã làm người mẫu và đã đạt được thành công trên sàn diễn thời trang ở Ý và Miami. Cô là người dẫn chương trình "Stars", một chương trình truyền hình nơi nhiều nghệ sĩ và người nổi tiếng được phỏng vấn; sau đó, cô là người kế nhiệm Jaime Garzón trong chương trình "Locos Videos". Cô cũng là một nhà sản xuất TV, cô là đồng chủ tịch của Vista Productions Inc. Năm 2004, cô xuất hiện lần đầu trong vở kịch, "El Auténtico Rodrigo Leal", nơi cô làm người dẫn chương trình truyền hình thực tế với diễn viên người Argentina Martín Karpan. Diễn xuất của cô trong vai diễn này đã nhận được những đánh giá xuất sắc, điều này đã dẫn cô đến vai nhân vật chính trong "La Viuda de la Mafía", một vở opera khác được phát sóng năm 2006 trên kênh RCN (một kênh Colombia khác). Từ năm 2007 đến 2010, cô làm diễn viên trong các bộ phim truyền hình khác nhau như Mujeres Asesinas, Sin Retorno, Tiempo Final và Karabudjan. Hiện tại, cô đã đóng vai Alicia Duran trong A Corazon Abierto.
Cô cũng đóng vai chính trong một số bộ phim, trong đó có bộ phim "Bluff" của đạo diễn Felipe Martinez Amador, với Catalina Aristizabal, Victor Mallarino, và Luis Eduardo Arango. Bộ phim được công chiếu vào tháng 3 năm 2007, có đánh giá rất tốt và doanh thu phòng vé rất cao ở Colombia. Năm 2010, cô đến Los Angeles để cùng đóng vai chính trong bộ phim The Chosen One cùng với diễn viên hài Rob Schneider (người đã viết kịch bản và đạo diễn bộ phim). Sự nghiệp thành công của cô đã dẫn cô đến một vai diễn tại Federals, một bộ phim hành động của Brazil với Michael Madsen, Saluda Al Diablo De Mi Parte cùng với Edgar Ramirez, và gần đây nhất: El Paseo, một bộ phim hài gia đình được quay ở vùng nông thôn Colombia xinh đẹp.

## Sự nghiệp diễn xuất

### Phim
- "#RealityHigh" (2017)
- "Adelaida" (2014)
- La Lectora (2012)
- Greetings to the Devil (2011)
- The Chosen One (2010)
- Federal (2010)
- El Paseo (2010)
- Bluff (2007)
- Martinis al Atardecer (2004)
- SHAKE RATTLE AND ROLL (2005)

### TV Series
- ”Her Mother's Killer” (2020)
- ”Seal Team” (2018)
- "Lucifer" (2016)
- "Bloque de Busqueda" (2016)
- "Los Hombres Tambien Lloran" (2014)
- Mentiras Perfectas (2013)
- A Corazón Abierto (2010)
- KARABUDJAN (2010)
- Amas de Casa Desesperadas (Season 2) (2010)
- Tiempo Final (2009)
- Sin Retorno (2008)
- Mujeres Asesinas (2007)

### Soap Opera
- ’’El Barón (2019)
- Sangre de mi tierra (2017-2018)
- La Teacher de Ingles (2011)
- La Viuda de la Mafia (2004)
- Marido a Sueldo (2007)
- El auténtico Rodrigo Leal (2003)
- "Decisiones"